# لونرشتادت
لونرشتادت (به آلمانی: Lonnerstadt) یک شهر در آلمان است که در ارلانگن-هخشتات واقع شده‌است.